# Estación Libertador (Belgrano)
Libertador será una futura estación ferroviaria de la Línea Belgrano Norte de la red de ferrocarriles metropolitanos de Buenos Aires, Argentina.
Las obras de la nueva estación están a cargo de la Administración de Infraestructuras Ferroviarias del Ministerio del Interior y Transporte.

## Ubicación
Estará ubicada en el barrio de Vicente López, partido de Vicente López, provincia de Buenos Aires, en inmediaciones de la Avenida del Libertador, del cual derivará su nombre.
Se encontrará a pocos metros de la Avenida General Paz y de la Estación Rivadavia de la Línea Mitre.